# Léo Bergère
Léo Bergère (født 1996) er en fransk triatlet.
Han repræsenterede Frankrig ved sommer-OL 2020 i Tokyo, hvor han sluttede på en 21. plads.
Han tog bronzemedaljen i herrernes individuelle triatlon under Sommer-OL 2024 i Paris. I mixed stafet kom det franske  hold med Pierre Le Corre, Emma Lombardi, Léo Bergère og Cassandre Beaugrand på fjerdepladsen.

## Referanser
1. ↑  espritbleu.franceolympique.com (fra Wikidata).
2. ↑  espritbleu.franceolympique.com (fra Wikidata).
3. ↑  "Triathlon - Results Book". Hentet 24. oktober 2021.
4. ↑  "Triathlon Men's Individual Results" (PDF). Olympics. 31. juli 2024. Hentet 21. august 2024.
5. ↑  "Triathlon – Men's Individual Results". olympics.com. International Olympic Committee. Hentet 21. august 2024.
6. ↑  "Triathlon Mixed Relay Results" (PDF). Olympics. 5. august 2024. Hentet 20. august 2024.
7. ↑  "Triathlon Mixed Relay Results". olympics.com. International Olympic Committee. Hentet 20. august 2024.